# Dicronorrhina cavifrons
Dicronorrhina cavifrons är en skalbaggsart som beskrevs av John Obadiah Westwood 1843. Dicronorrhina cavifrons ingår i släktet Dicronorrhina och familjen Cetoniidae. Inga underarter finns listade i Catalogue of Life.